# YELLOW FRIED CHICKENz WORLD TOUR *SHOW UR SOUL. I* 世壊傷結愛魂祭 at BERLIN 2011
『YELLOW FRIED CHICKENz WORLD TOUR *SHOW UR SOUL. I* 世壊傷結愛魂祭 at BERLIN 2011』(イエロー フライド チキンズ ワールド ツアー ショウ アワー ソウル ワン セカイシュウケツアイコンサイ アット ベルリン ニセンジュウイチ)は、YELLOW FRIED CHICKENzのライブ・ビデオ。

## 概要
- 7人体制となってから初となる、9カ国13都市をまわる海外ツアーのうち、ドイツ・ベルリンで行われたライブ映像が収録されている。
- 映像作品『YELLOW FRIED CHICKENz WORLD TOUR *SHOW UR SOUL. I* 世壊傷結愛魂祭 at MAKUHARI 2011』と同日発売。
- 9曲目の「JUSTIFIED」と13曲目の「UNCONTROL ♂狂喜乱舞EDITION♂」は、この海外ツアーのみで演奏されている。なお、7人体制でのバージョンは、スタジオ音源化されていない。

## 演奏
- GACKT - 塾生筆頭 / Vocal
- JON - 塾生補佐 / Vocal
- YOU - 左勇弦 / Guitar
- CHACHAMARU - 右義弦 / Guitar
- TAKUMI - 真巧弦 / Guitar
- U:ZO - 護弦 / Bass
- SHINYA - 打堕 / Drums

## 収録曲
1. THE END OF THE DAY [.eu]
オープニングナンバー。このツアーが初演奏。
2. NINE SPIRAL [.jp]
3. SPEED MASTER [.jp]
4. LAST KISS [.jp]
本ツアー演奏当時は音源化される前だった。
5. EPISODE.0 [.jp]
YELLOW FRIED CHICKENz名義としてはこのツアーが初演奏。原曲には無かったSEからスタートする。
6. MIND FOREST [.com]
7. 妄想GIRL [.com]
本ツアー演奏当時は音源化される前だった。間奏でGACKTが先にネクタイを外した後、Yシャツを破き、同様にJONもネクタイを外した後、Yシャツを破き、2人揃ってYシャツを客席に投げ入れる演出がある。
8. VANILLA [.jp]
キーを下げて演奏。
9. JUSTIFIED [.jp]
10. JESUS [.jp]
キーを下げて演奏。
11. YOU ARE THE REASON [.eu]
このツアーが初演奏。
12. ALL MY LOVE [.eu]
本編ラストナンバー。このツアーが初演奏。
13. UNCONTROL ♂狂喜乱舞EDITION♂ [.jp] 
アンコールナンバー。